# John Flansburgh
John Flansburgh est un chanteur et guitariste américain né le 6 mai 1960 à Brooklyn, New York. Avec son ami John Linnell, il est membre fondateur de They Might Be Giants, groupe actif depuis 1982.

## Filmographie
- 1999 : Direct from Brooklyn (vidéo)
- 1996 : The Daily Show (série TV)
- 1999 : Brave New World (série TV)
- 2001 : Haiku Tunnel
- 2002 : Peter Pan dans Retour au pays imaginaire (Return to Never Land)
- 2002 : Gigantic (A Tale of Two Johns)